# La misteriosa accademia per giovani geni
La misteriosa accademia per giovani geni è il primo romanzo della trilogia omonima, scritto da Trenton Lee Stewart nel 2005.

## Trama
Quattro ragazzini speciali (Sticky, Reynie, Kate e Constance), vengono selezionati per la loro intelligenza e le loro abilità dal signor Benedict. Il loro compito è quello di introdursi come spie in un istituto gestito dal signor Curtain, folle scienziato che vuole manipolare milioni di menti, e sventarne il piano.

## Adattamento
Nel 2021 debutterà su Disney+ una serie televisiva basata sul libro, La misteriosa accademia dei giovani geni. 

## Edizioni
- Trenton Lee Stewart, La misteriosa accademia per giovani geni, traduzione di Baldinucci L., Collana I Grandi, Mondadori, 2007,  p. 441, ISBN 88-04-55255-7.